# 앨리슨 라 플라카
앨리슨 러플라카(Alison LaPlaca, 1959년 12월 16일 ~ )는 미국의 배우, 성우이다.
뉴저지주에서 태어났다.

## 출연 작품
- Nathan's Choice (2001) - 단편
- 어텐션 쇼퍼스 (2000년)
- 산타, 뉴욕에 나타나다 (1991년)
- 위기의 사생활 (1990년)
- 후레치 (1985년)

### 텔레비전
- 프렌즈 (1997) - 조애나 역